# Король Артур
Коро́ль Арту́р (англ. Arthur, також валлійською мовою, ірл. Artur) — головний персонаж «легенди про короля Артура», яка є однією з найвідоміших легенд сучасного світу, міфологічний національний герой Британії. Відомості про Артура в основному складаються з літературних творів та фольклору, а історичне існування короля Артура викликало сумніви ще в XII столітті (тобто відразу, як Артуру вперше було надано звання короля Британії — в «Історії королів Британії» Гальфріда Монмутського). Вважається, що король Артур жив на початку VI століття, в Британії; й очолював війну бритів супроти саксів.

Одним із прообразів короля Артура вважається давньоримський військовик Луцій Арторій Каст.

## Формування легенди

### Гільдас, Беда, Ненній, «YGododdin»
Перший етап формування легенди почався з бриттського вождя Гільдаса Премудрого (500—570 роки); англійського Беди Високоповажного (731), який повторював відомості Гільдаса; валлійської поеми «Y Gododdin» (VII ст.); валлійського історика Неннія (Історія бриттів, 831); та Анналів Камбрії (Уельса)» (970).
У Гільдаса та Беди ще нема ймення «Артур», а замість нього діє «Амброзій». Вважається, що найдавніша дотична згадка ймення «Артур» (Arthur) — у валлійській поемі «Y Gododdin» (написана бл. 575—600; автор Aneirin) — про одного з героїв йдеться: «він годував чорних воронів на валу, хоча Артуром він не був» (тобто «бився хоробро на валу фортеці»). Більше ні слова про Артура у поемі нема. У Неннія (831) вперше з'являється ім'я «Артур»; але Артур ще не король, а «величний полководець бриттів».

### «Аннали Камбрії»
«Аннали Камбрії» (які дати-події описують буквально в кількох словах) сповіщають про «перемогу Артура біля гори Бадон» (в 516 році); та про «битву біля Каммлана» (в 537 році), в якій загинули Артур та «Медраут» (Мордред) (але не сповіщається, що вони вбили один одного). Але згадки про Артура в «Анналах Камбрії» виглядають як «пізніші вставки» — бо незрозуміло, як же Гільдас Премудрий (який жив в часи тих «перемог Артура») не помітив Артура.

### «Мабіногіон»
Окремо стоять валлійські та бретонські народні казки, легенди, вірші (насамперед мова про валлійський цикл легенд «Мабіногіон»), в яких Артур або постає захисником Великої Британії від завойовників, або ж воює супроти «фантастичних ворогів із потойбічного світу». Загальновизнано, що поема «Кілхух та Олвен» (з циклу «Мабіногіон») створена до появи «Історії королів Британії» Гальфріда Монмутского. А увесь цикл «Мабіногіон» датують як створений в 1060—1200 роках.

### «Історія королів Британії»
Друга стадія формування «легенди Артура» — почалася через півсторіччя після Вільгельма I Завойовника (1066), коли в 1138 році Гальфрід Монмутський оприлюднив «Історію королів Британії» (лат. Historia Regum Britanniae), яку називають також «Історія Брутова» (за йменням «першопредка бриттів» — Брута). «Історія Брутова» повинна була показати «нормандців Вільгельма Завойовника» як «нащадків бриттів — в боротьбі супроти саксів».

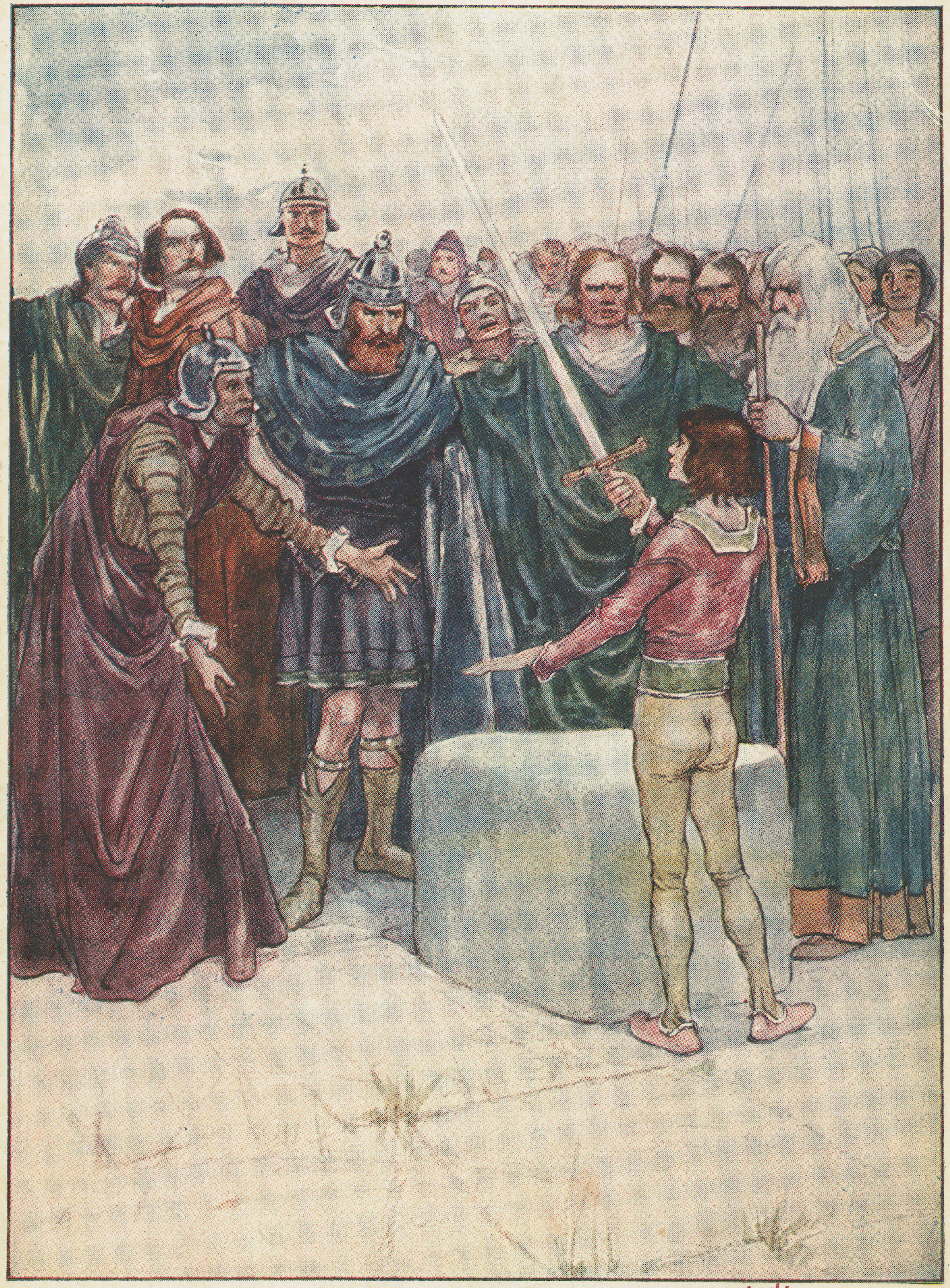
Молодий Артур витягує з каменя Екскалібур, стаючи, таким чином, згідно з легендою королем.

В «Історії королів Британії» з'являється перша послідовна розповідь (а не уривчасті повідомлення) про «короля Артура». Ця праця об'єднує «Енеїду» Вергілія, «відомості Гільдаса та Неннія», «елементи валлійського фольклору». У Гальфріда з'явилося багато персонажів та сюжетів, які в наш час є невід'ємною частиною Артурівської історії:
- Артур вперше названий «королем»;
- вперше Артур змальований як король Англії, якій переміг саксів й створив імперію з Британії, Ірландії, Ісландії, Норвегії та Галії;
- вперше з'явилися батько Артура — Утер Пендраґон, чарівник Мерлін, «дружина Артура» Ґвіневера, меч Екскалібур, Камінь Артура; сюжет про зачаття Артура та «народження Артура в замку Тінтагель»;
- сюжети про зраду «дружини Артура» та про загибель Артура від рук його племінника Мордреда в Каммлані;
- про поховання Артура на острові Авалон.

Гальфрід писав про Артура як про історичного персонажа «Історії королів Британії», але сама ця «Історія» написана з явними елементами «не історичних, а міфічних відомостей». Тобто в «Історії королів Британії» є чимало фантастичного вимислу, який дозволяє віднести її скоріше до міфологічного епосу, аніж до літопису.
Остаточно «легенда про короля Артура» оформилася в наступні XII–XV сторіччя в численних романах та романтичних поемах; а вінцем є твори «сера Мелорі». Версію Гальфріда (1138) вважають відправною точкою для формування легенди про короля (саме короля) Артура. А версію Мелорі (надрукована в 1485 році) — класичним варіантом легенди.

## Міфічний родовід легенди
|  |                   |  |  |  |  |  |  |  |  |  |  |  |  |  |  |  |
|  | Кономор ап Тутвал |  |  |  |  |  |  |  |  |  |  |  |  |  |  |  |
|  |                   |  |  |  |  |  |  |  |  |  |  |  |  |  |  |  |
|  |                   |  |  |  |  |  |  |  |  |  |  |  |  |  |  |  |
|  | Костянтин III     |  |  |  |  |  |  |  |  |  |  |  |  |  |  |  |
|  |                   |  |  |  |  |  |  |  |  |  |  |  |  |  |  |  |
|  |                   |  |  |  |  |  |  |  |  |  |  |  |  |  |  |  |
|  | Утер Пендрагон    |  |  |  |  |  |  |  |  |  |  |  |  |  |  |  |
|  |                   |  |  |  |  |  |  |  |  |  |  |  |  |  |  |  |
|  |                   |  |  |  |  |  |  |  |  |  |  |  |  |  |  |  |
|  | невідома жінка    |  |  |  |  |  |  |  |  |  |  |  |  |  |  |  |
|  |                   |  |  |  |  |  |  |  |  |  |  |  |  |  |  |  |
|  |                   |  |  |  |  |  |  |  |  |  |  |  |  |  |  |  |
|  | Король Артур      |  |  |  |  |  |  |  |  |  |  |  |  |  |  |  |
|  |                   |  |  |  |  |  |  |  |  |  |  |  |  |  |  |  |
|  |                   |  |  |  |  |  |  |  |  |  |  |  |  |  |  |  |
|  | Амлауд Вледіг     |  |  |  |  |  |  |  |  |  |  |  |  |  |  |  |
|  |                   |  |  |  |  |  |  |  |  |  |  |  |  |  |  |  |
|  |                   |  |  |  |  |  |  |  |  |  |  |  |  |  |  |  |
|  | Іґрейна           |  |  |  |  |  |  |  |  |  |  |  |  |  |  |  |
|  |                   |  |  |  |  |  |  |  |  |  |  |  |  |  |  |  |
|  |                   |  |  |  |  |  |  |  |  |  |  |  |  |  |  |  |
|  | невідома жінка    |  |  |  |  |  |  |  |  |  |  |  |  |  |  |  |
|  |                   |  |  |  |  |  |  |  |  |  |  |  |  |  |  |  |
|  |                   |  |  |  |  |  |  |  |  |  |  |  |  |  |  |  |

### Лицарські романи

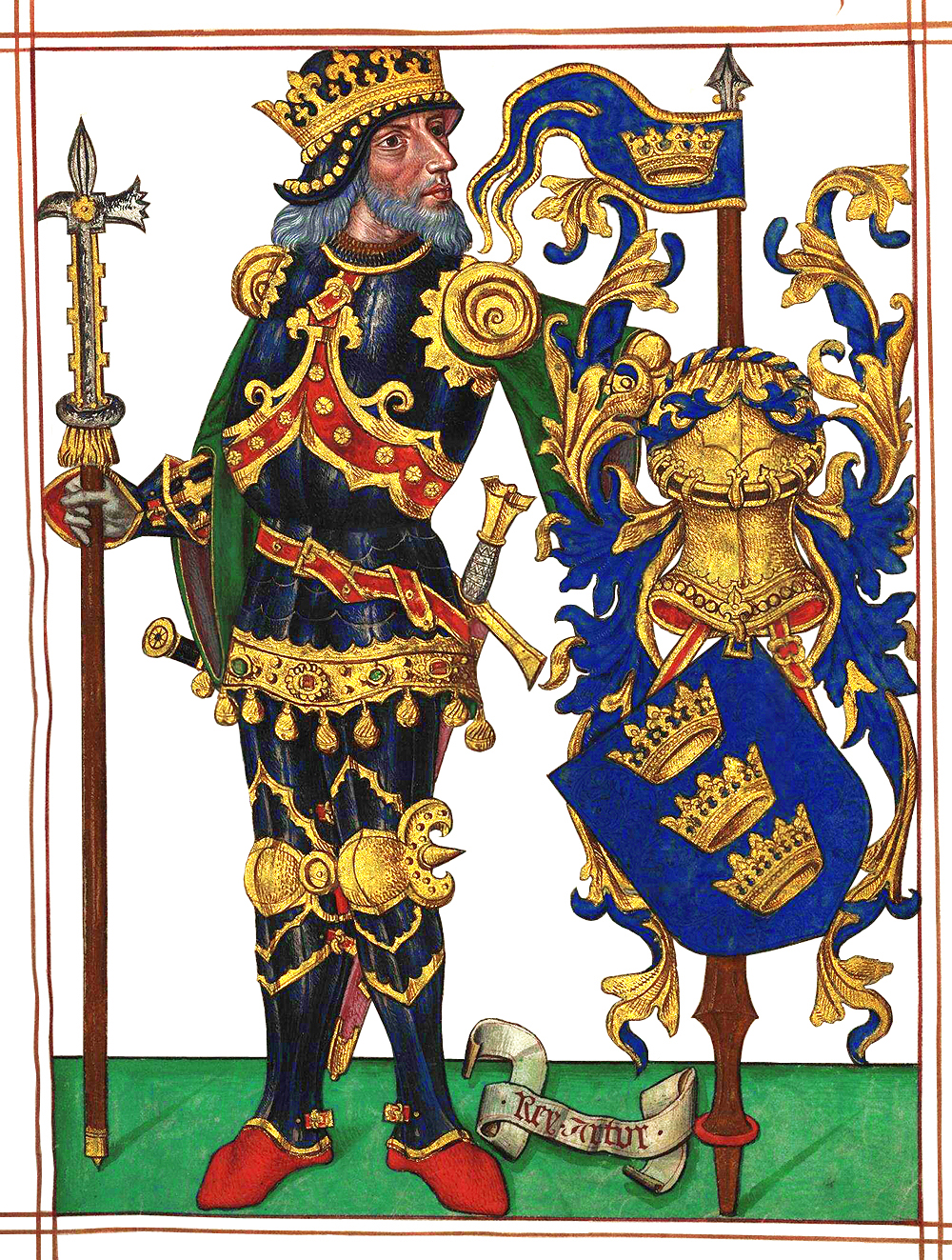
Король Артур як один з дев'яти достойників («Livro do Armeiro-Mor», 1509)

У середні віки, продовжуючи теми Гальфріда — про Артура писали:
- автори куртуазних романів Кретьєн де Труа (XII ст.) та Вольфрам фон Ешенбах (XII ст.); * анонімні автори Вульгати (народних романів XIII ст.).

Ці твори, побудовані на європейському фольклорі, є творами літератури, а не історіографії. Більшість з них використовували королівство Артура — для розміщення там подвигів нових героїв-лицарів: Гавейна, Ланселота, Галахада, Персиваля; та інших.
Французький письменник XII століття Кретьєн де Труа, додав Ланселота, Святий Грааль, Камелот; започаткував жанр артурівських романів, які стали значною частиною середньовічної літератури. У цих французької легендах — увага часто переходить від короля Артура до інших символів, та персонажів (насамперед, до окремих лицарів Круглого столу).

Відомі «Лицарські романи» :
- Кретьєн де Труа
  - «Ланселот, або Лицар воза» (близько 1168)
  - «Івейн, або Лицар з левом» (між 1176—1181)
  - «Трістан»
  - «Ерек і Еніда»
  - «Персеваль, або Повість про Грааль» (бл. 1182)
- Гартман фон Ауе — лицарські романи «Ерек» та «Івейн» (написані наприкінці XII сторіччя).
- Вольфрам фон Ешенбах — «Парсіфаль» (бл. 1210).
- «Ланселот-Грааль» (цикл «Вульгати», анонімні автори; написано бл. 1230 р.).
- Невідомий автор — «Сер Гавейн та Зелений лицар» (XIV ст.) — найкращий англійський лицарський роман у віршах.
- Сер Томас Мелорі — роман «Смерть Артура» (видано в 1485 р.) — основне й найповніше джерело.

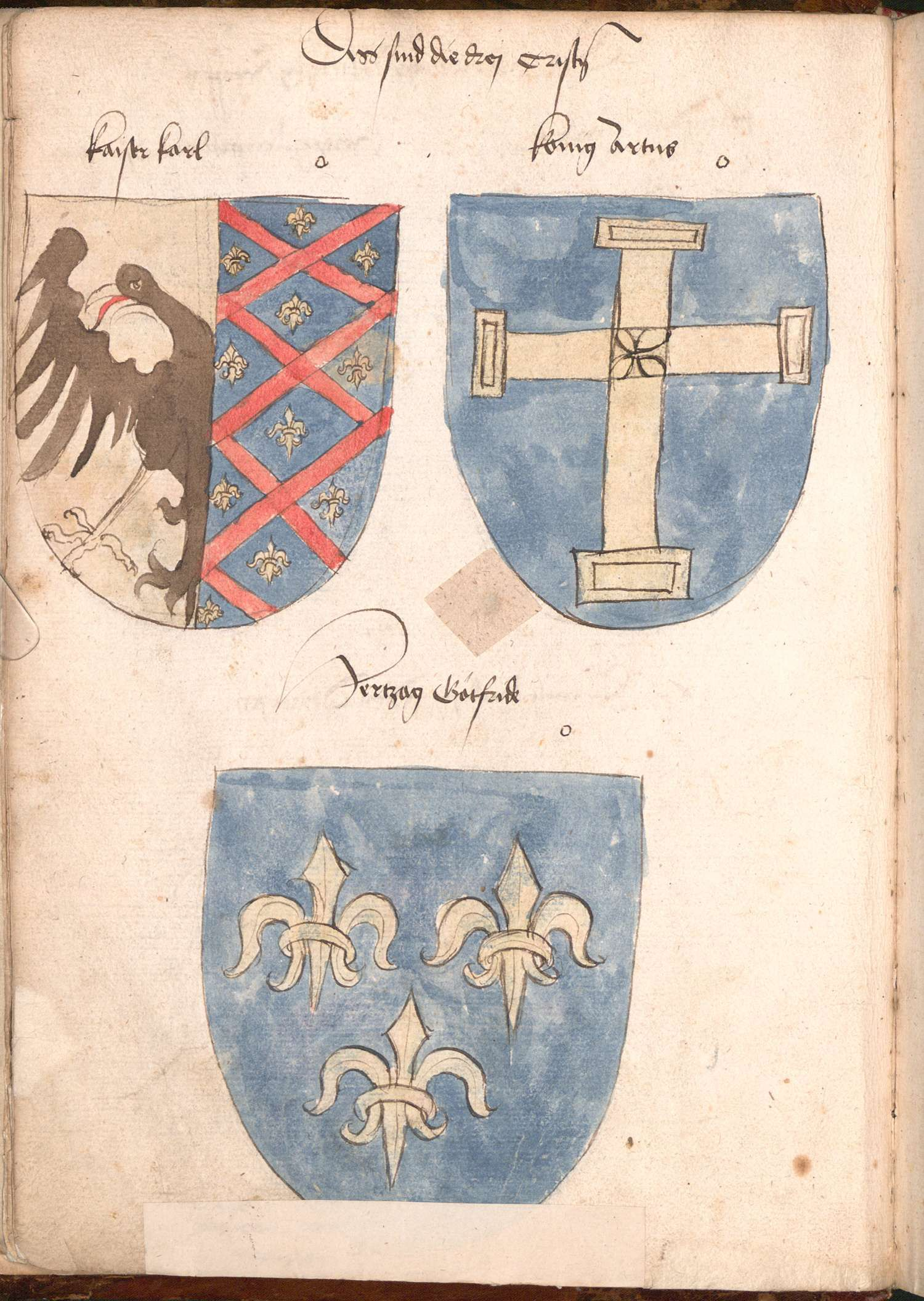
Герби Карла Великого, короля Артура та Готфрі Бульйонського в переліку "Дев'ять достославних" (1475–1500 роки) — Баварська державна бібліотека в Мюнхені, Cod.icon. 308 N
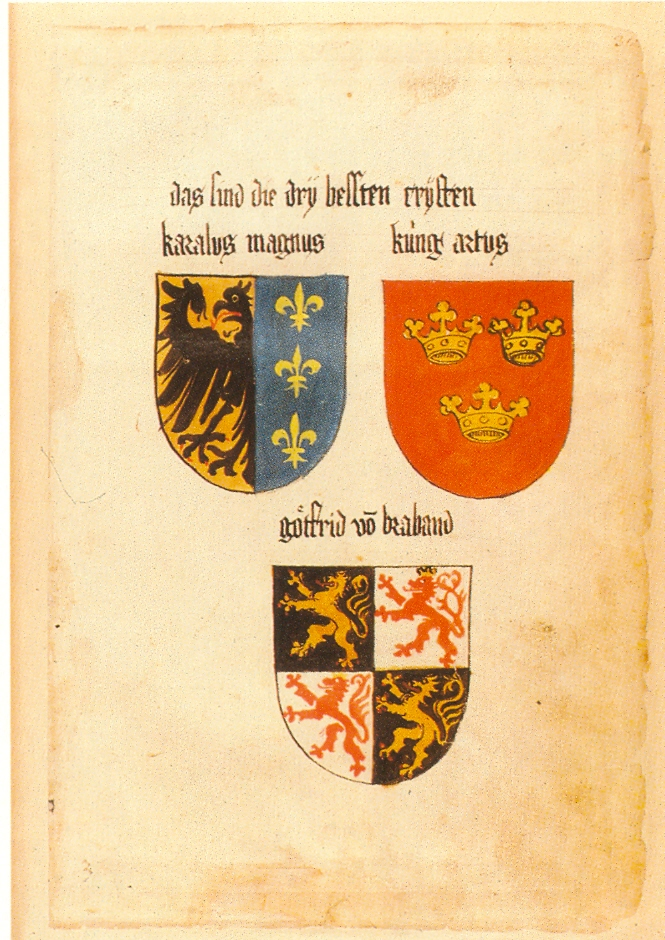
Герби Карла Великого, короля Артура та Готфрі Бульйонського в переліку "Дев'ять достославних" (1459) — з колишньої бібліотеки "Cotta"
Можливий герб Артура (блакитне тло та три золотих корони) — французький варіант, який подібний до герба королів Франції
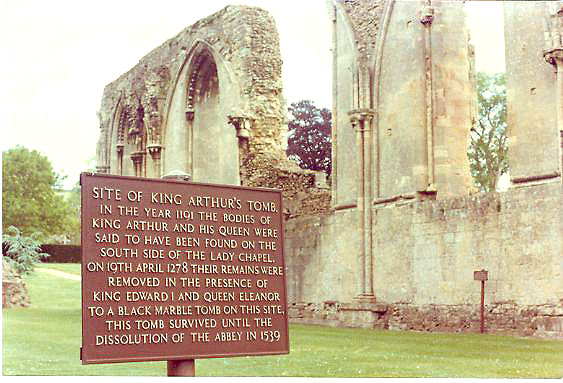
Табличка на зруйнованій могилі "короля Артура"; на тлі руїн абатства Гластонбері (фото 2004 року)

### Від «Історії Брутової» до наших часів
Артурівська література заквітла в середні віки, але її популярність зменшилася в наступні століття (після упаду лицарства); але Артуріана відродилася в XIX столітті. У XX—XXI століттях легенда продовжує жити в масовій культурі Європи та світу: в літературі (відомі численні перекази та пародії-перелицювання легенди), в кінематографі, на телебаченні, в пресі.

## У масовій культурі

### Кінематограф
У кінематографі найзначніші фільми за «легендою Артура»:
- «Лицарі круглого столу» (1953)
- «Камелот» (1967, екранізація однойменного мюзиклу)
- диснеївський «Меч в камені» за книгою Уайта
- «Екскалібур» (1981)
- «Перший лицар» (1995) — вільна інтерпретація історії Ланселота
- «Тумани Авалону» (2001)
- «Мерлін»
- Король Артур (2004) — фільм, знятий за мотивами суперечливої «сарматської гіпотези»[джерело?], відповідно до якої:
  - «усі лицарі Артура» були сарматами (а Сарматію розуміють як «південь сучасної України»);
  - сам Артур був римським воєначальником Луцієм Арторіусом Кастусом, який командував великим загоном кавалерії (імовірно, сарматів) у складі «Легіон VI Переможний» (лат. Legio VI Victrix, у Британії та Арморіку близько 185 року, але у фільмі події відбуваються у V столітті).
- Король Артур також є одним із головних персонажів аніме Fate/stay night та його відгалужень Нескінченний світ мечів і Fate/zero. Щоправда, там він згадується в жіночій інтерпретації як королева Артурія або Сейбер — слуга Емії Широ, клас — Мечник.
- Останній легіон
- У франшизі «Зоряна брама» періодично згадуються Мерлін і Моргана як Древні, що вознеслися.
- Король Артур: Легенда меча
- Трансформери: Останній лицар
- У франшизі «Бібліотекар» фігурують Екскалібур, Галахад, Моргана та Ланселот

### Музика
Існує американський павер-метал-симфонічний гурт під назвою «Камелот» (Kamelot, є еративом від англ. Camelot). Раніше існували декілька музичних гуртів різних напрямків під автентичною назвою Camelot.

### Пародії, сатира
Образ Артура та його лицарів, починаючи з XIX століття, ставав об'єктом переробок і наслідування, іноді жартівливих:
- Американський сатирик Марк Твен помістив в епоху короля Артура свого сучасника, янкі з XIX століття — повість «Янкі з Коннектикуту при дворі короля Артура» (1889). Є екранізація цього твору: «Лицар Камелота» (англ. A Knight in Camelot, 1998).
- Пародія на Артуріану — фільм «Монті Пайтон і Священний Грааль», який є набором комічних скетчів на тему Артура, середньовіччя і лицарів. Пізніше за мотивами цього фільму був поставлений мюзикл «Спамалот».
- Дитяча книжка та французька трилогія «Артур і Мініпути» (фр. Arthur et les Minimoys; англ. Arthur And The Invisibles, 2006, 2009, 2010) — сюжет, яких узагалі не має стосунку до «легенди Артура», а взято лише популярне ім'я «Артур» та намір створити «епохальну легенду для дітей».
- У мультфільмі Шрек 3 є король Артур, а також Ланселот і Мерлін.

### Ігри
- Лицарі Артура, Мерлін та Мордред є персонажами настольної гри The Resistance: Avalon.

### Інше
- На честь короля Артура названо астероїд 2597 Артур[11]